# Ernesto e una spaventosa eredità
Ernesto e una spaventosa eredità (Ernest Scared Stupid) è un film del 1991, diretto da John R. Cherry III.

## Distribuzione

### Date di uscita
- 11 ottobre 1991 negli Stati Uniti (Ernest Scared Stupid)
- 21 agosto in Giappone

## Seguiti
Il film ha avuto altri cinque seguiti, ma sono inediti in Italia:
- Ernest Rides Again (1993)
- Ernest Goes to School (1994)
- Slam Dunk Ernest (1995)
- Ernest Goes to Africa (1997)
- Ernest in the Army (1998)